# 碧澜站
碧澜站是深圳有轨电车的一个中间站，位于龍華區龙华大道与广场沿河路交叉处，於2017年10月28日随深圳有轨电车第一期线路开通而啟用。

## 车站结构
本车站有两个分离式侧式月台，两月台分别分布于路口两侧的龙华大道（原 大和路）上，其中新瀾方向列车会使用路口北侧的月台，而清湖方向列车会使用路口南侧的月台。月台旁设有超级电容变压设备，月台与马路人行道无天桥连接，乘客需通过行人过路线来往月台及人行道。

### 楼层
| 地上二层          | -         | 人行天桥至道路两侧 |
| 地面              | 月台/道路 | \| \| \| 深圳有轨电车1号线/2号线往新澜及下围（文澜） \| \| 島式 · 開左邊车门 \| \| \| \| \| \| 深圳有轨电车1号线/2号线往清湖（梅龙北） \| |
|                   |           | 深圳有轨电车1号线/2号线往新澜及下围（文澜）                                                                                               |
| 島式 · 開左邊车门 |           | |
|                   |           | 深圳有轨电车1号线/2号线往清湖（梅龙北）                                                                                                   |

## 车站周边
- 富士施乐深圳公司
- 招商澜园

## 歷史
- 2017年10月28日，隨深圳有軌電車開通而啟用。深圳有軌電車的1號綫（清湖至新瀾）、2號綫（清湖至下圍）经过此站[3]。
- 2017年12月28日，本站发车间隔加密至平峰6分钟一班。[4]
- 2018年3月28日，全線提速，班次提升為5分鐘一班[5]。
- 2018年6月28日起，全线第三次压缩行车间隔，每綫的行车间隔由之前的5分钟压缩至4分钟。[6]